# Andrea Jublin
Andrea Jublin (Torino, 19 novembre 1970) è un regista e sceneggiatore italiano.

## Biografia
Diplomato alla scuola di recitazione del Teatro Stabile di Genova, nel 2002 è stato tra i fondatori della Compagnia di Cinema Indipendente.
Ha iniziato la sua carriera scrivendo, producendo, dirigendo e interpretando i cortometraggi: Grazie al cielo (2001) e Coraggio. Coraggio. Coraggio. (2004) e il lungometraggio Ginestra (2002).
Il suo cortometraggio Il supplente (2006), prodotto da Sky Cinema e da Frame by Frame, ha ricevuto una candidatura nella sezione cortometraggi degli Oscar 2008. Il corto racconta la storia di un avvocato che si finge professore e che crea scompiglio in una classe liceale, è una commedia sull'adolescenza e la confusione esistenziale che a volte assale gli adulti.
Nel 2010 ha fatto parte del cast del film La solitudine dei numeri primi.

## Filmografia

### Cinema
- Grazie al cielo – cortometraggio (2001)
- Ginestra (2002)
- Coraggio. Coraggio. Coraggio. – cortometraggio (2004)
- Il supplente – cortometraggio (2006)
- Banana (2014)
- Gli addestratori (2024)
- Tutta colpa del rock (2025)

### Televisione
- Per lanciarsi dalle stelle (2022)
- Il nostro generale (2023)